# Herb gminy Lubień
Herb gminy Lubień – jeden z symboli gminy Lubień, ustanowiony 9 czerwca 2004.

## Wygląd i symbolika
Herb przedstawia na tarczy koloru błękitnego złote szesnastopromienne słońce z obliczem ludzkim, a pod nim srebrno-złoty róg myśliwski. Słońce symbolizuje rekreacyjno-turystyczny charakter gminy, występowało też na pieczęci Lubienia, natomiast róg to godło z herbu Trąby oraz symbol tradycji łowieckich.